# Franziskanerkloster Sorau
Das Franziskanerkloster war ein Kloster des Franziskanerordens in Sorau, heute Żary, in der östlichen Niederlausitz. Es bestand vom 13. Jahrhundert bis 1549.

## Geschichte

### Kloster
Das Kloster des 1210 gegründeten Ordens der Minderbrüder (Ordo fratrum minorum) wurde wahrscheinlich 1274 von Albrecht von Pack, dem damaligen Herrn von Sorau gegründet. Für das Jahr 1299 ist die älteste schriftliche Erwähnung des Klosters erhalten. Es war Johannes dem Täufer und dem Evangelisten Johannes gewidmet und gehörte zur sächsischen Ordensprovinz der Franziskaner.
Über die Geschichte, die Anzahl und Herkunft der Mitglieder sowie über die wirtschaftlichen Verhältnisse sind fast keine historischen Zeugnisse erhalten. Das Kloster betrieb Seelsorge für die Bewohner der Stadt. Die Gruft der Klosterkirche diente mindestens drei Herren von Sorau als Grablege (Ulrich von Dewin, Ulrich von Pack, Friedrich von Bieberstein). 1500 wurde ein Bruder Martin beim Provinzkapitel der sächsischen Ordensprovinz in Görlitz erwähnt.
Ab 1518 kam das Kloster zur martinianisch geprägten Provinz Saxonia S. Johannis Baptistae, die eine gemäßigt strenge Auslegung der Ordensregel zur Armut praktizierte. Fast alle Klöster dieser Provinz und so auch das Kloster in Sorau wurden infolge der Reformation aufgelöst, der Konvent in Sorau wurde um 1540 aufgegeben.

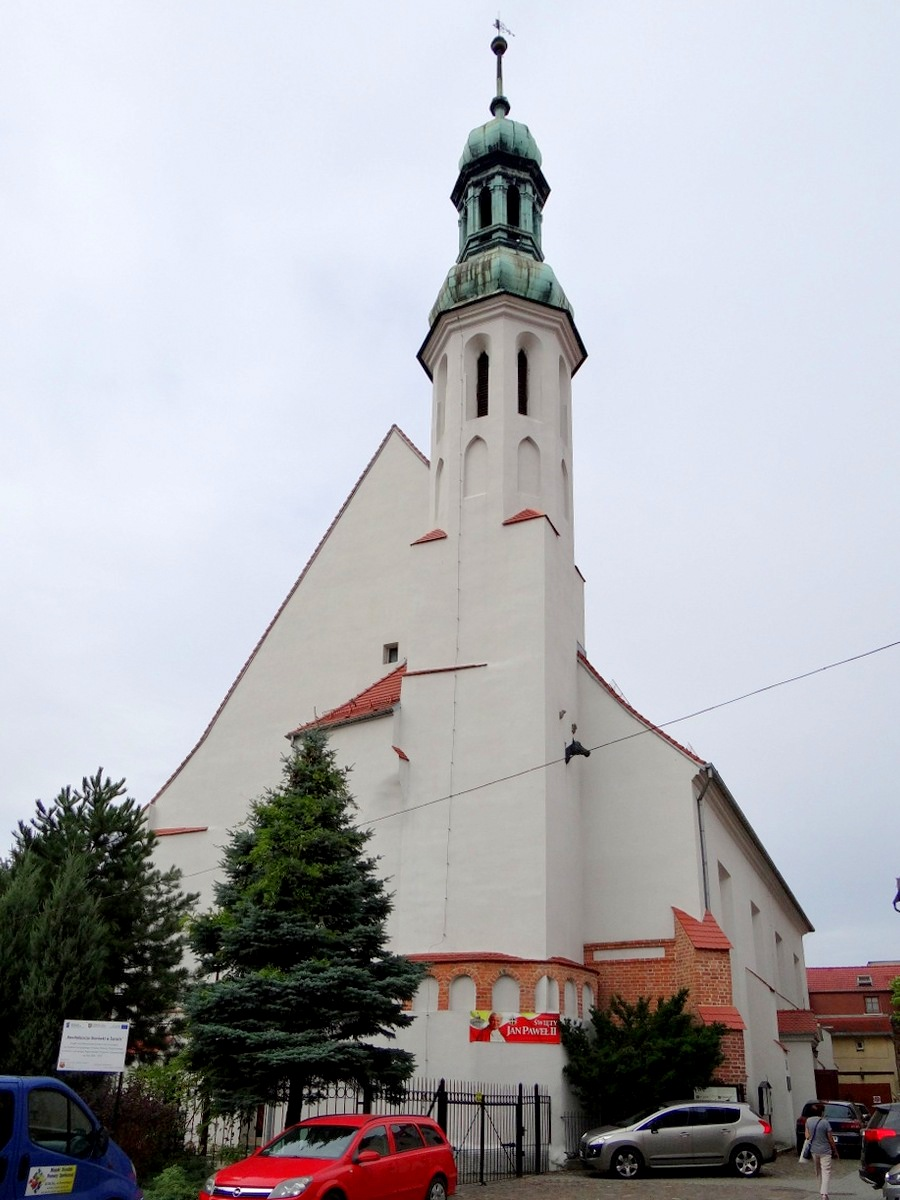
Heilig-Kreuz-Kirche

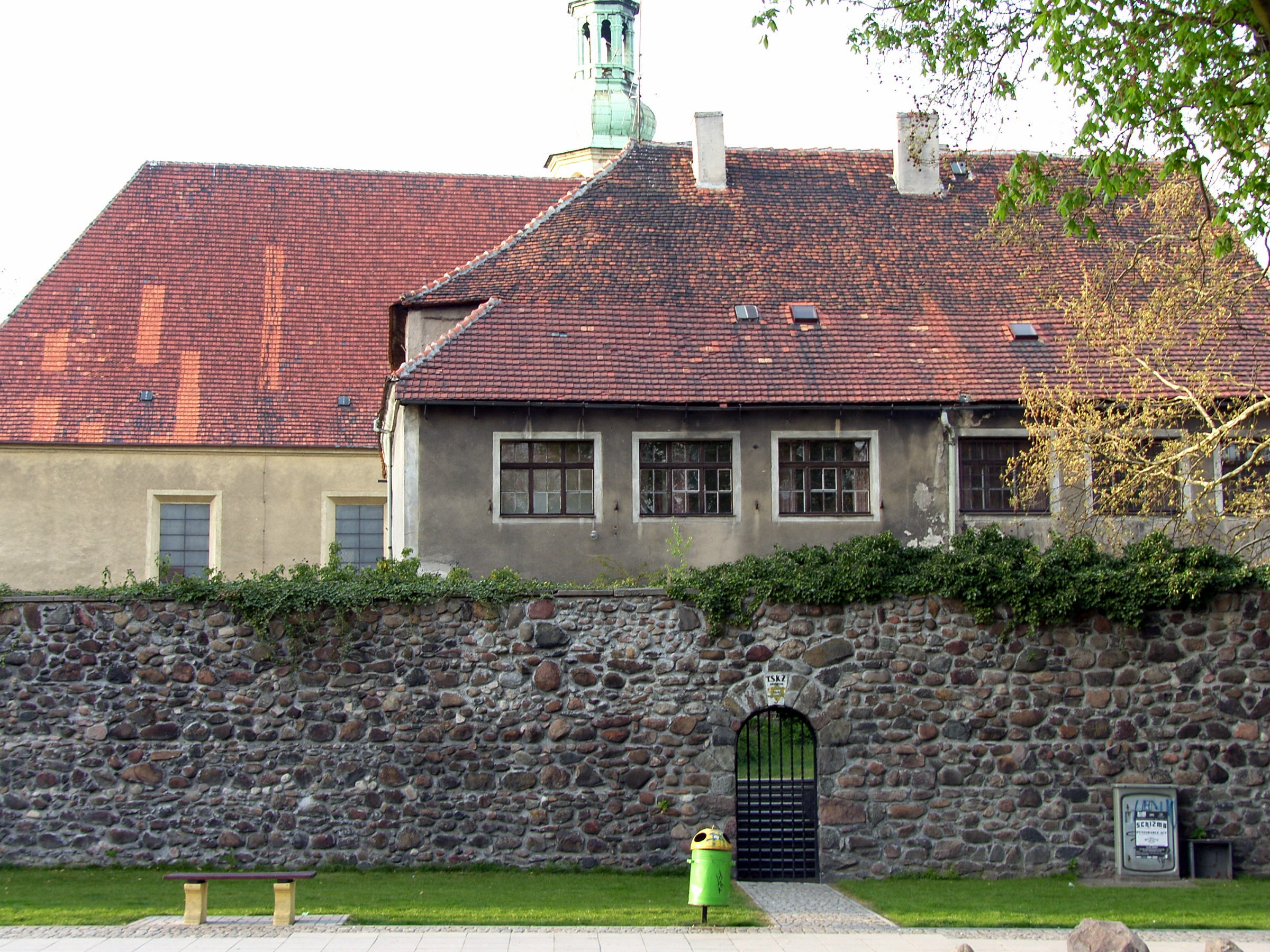
Spätere Gebäude mit Kirche (im Hintergrund), aus dem 18. Jahrhundert

1549 brannte das gesamte Kloster mit Gebäuden und Inventar aus. Der Verbleib der Franziskaner ist unbekannt.

### Nachnutzung
1550 wurde die Klosterkirche als evangelische Pfarrkirche wieder aufgebaut, auf dem Gelände des ehemaligen Klosters entstand ein Hospital (Oberhospital). 1619 brannte die Kirche erneut ab. 1718 wurde ein Waisenhaus auf dem Klostergelände errichtet, 1728 die Kirche wieder aufgebaut. 1837 entstand außerdem eine Schule.
Die heutige Heilig-Kreuz-Kirche wird als römisch-katholische Garnisonskirche genutzt.

## Architektur

### Kirche
Die Heilig-Kreuz-Kirche ist ein barocker einschiffiger verputzter Saalbau von 1728. Von der ersten Klosterkirche des 13./14. Jahrhunderts ist der Feldsteinsockel des Turms, von der umgebauten Kirche des frühen 15. Jahrhunderts Grundmauern aus Ziegelstein erhalten. Bis in das frühe 20. Jh. wurde sie als Schloss- und Klosterkirche bezeichnet.

### Weitere Bauten
Von weiteren Bauten des ehemaligen Klosters ist in der mittelalterlichen Bausubstanz fast nichts mehr erhalten. Das Malzhaus hat einen gotischen Keller, in der Schule sind einige Reste der Wand des mittelalterlichen Ostflügels des Klosters im Keller zu sehen.
Die im 17. und 18. Jahrhundert erbauten Waisenhaus und Schule sind als Gebäude erhalten.